# Preis für Zivilcourage der Solbach-Freise-Stiftung
Der Preis für Zivilcourage der Solbach-Freise-Stiftung wird von der Solbach-Freise-Stiftung für Zivilcourage mit Sitz in Bodenwerder seit 1995 einmal jährlich an Menschen vergeben, die sich zivilcouragiert verhalten und für mehr Gerechtigkeit eingesetzt haben. Der Preis richtet sich an Einzelpersonen oder Gruppen, wurde aber auch bereits geteilt vergeben.

## Geschichte und Dotierung
Preisgeberin ist die am 23. März 2014 verstorbene Realschullehrerin Anne Solbach-Freise, die Ende der 1930er Jahre geboren wurde. Sie wurde Ende der 1960er Jahre als Lehrerin in Lüdenscheid von ihrem damaligen Schulleiter gemobbt und später von der Schulbehörde mit sofortiger Wirkung pensioniert, wogegen sie erfolgreich klagte. Solbach-Freise wechselte dann die Schule, fühlte sich aber beschädigt und wurde zudem depressiv. Neben ihrem Schuldienst engagierte sie sich unter anderem im Natur- und Umweltschutz und in der Friedensbewegung.
1995 gründete Solbach-Freise eine private Stiftung für Zivilcourage und schrieb unter dem Motto „Demokratie wagen – Zivilcourage zeigen“ einen Preis aus, den sie jedes Jahr selbst vergab und aus eigenen Mitteln finanzierte. Motivation der Stifterin war es, „Zivilcourage als Bürgertugend zu fördern und durch die Verleihung des Preises den mutigen Einsatz von Personen und Organisationen für Gerechtigkeit zu ehren“. Die nach der Stifterin benannte Solbach-Freise-Stiftung für Zivilcourage hat ihren Sitz in Bodenwerder, dem Wohnsitz von Solbach-Freise, wo auch jährlich der Preis bei einer Feier verliehen wird.
Dem aus vier Personen bestehenden Stiftungsrat gehören die Lehrerin Christiane Harbort-Ring, die Gebärdendolmetscherin Mechtild Steinhauer, der Pastor i. R. Heiko Limburg und der Lehrer Franz-Josef Hanisch an. Die Stiftung wird seit dem 1. April 2014 von dem vom Stiftungsrat einstimmig gewählten Tom Jürgens als Stiftungsvorstand weitergeführt.
Die Stifterin unterstützte seit Gründung der Stiftung vor allem Menschenrechtler und Atomkraftgegner sowie Kriegs- und Globalisierungsgegner. Über die Stiftung und die Preisverleihungen wurde mehrmals in regionalen und überregionalen Medien berichtet, wie in Zeitungen und Zeitschriften sowie im Rundfunk und Fernsehen.
Der Preis war anfangs mit einem Preisgeld von 5000 DM dotiert, später mit 4000 Euro und ab 2009 mit 5000 Euro. Im Jahr 2010 erhöhte Solbach-Freise einmalig das Preisgeld auf 10.000 Euro, außerdem wurde der Preis erstmals an eine Organisation verliehen.

## Bisherige Preisträger
Hinweis: Die Angaben zum Wohnort und teils zum Beruf sowie zur Begründung der Preisvergabe beruhen jeweils auf den Bemerkungen auf der Website der Solbach-Freise-Stiftung bzw. sind an diese angelehnt.
| Jahr | Preisträger                                                              | Wohnort, ggf. Beruf           | Begründung der Stiftung für die Preisvergabe |  |
| ---- | ------------------------------------------------------------------------ | ----------------------------- | --- |  |
| 1995 | Hermann Focke                                                            | Cloppenburg, Veterinär        | Kämpft gegen quälende Tiertransporte quer durchs Land. |  |
| 1996 | Uwe Chrobrock                                                            | Hamburg, Polizeibeamter       | Kämpft gegen unwürdige Behandlung von Flüchtlingen durch Kollegen. |  |
| 1998 | Conrad Link                                                              | Bayern                        | Für seinen Widerstand gegen Atomkraft und Rüstungsindustrie. |  |
| 1999 | Erika Drees                                                              | Stendal                       | Setzt sich gegen Menschenrechtsverletzungen (schon in der DDR) ein, sowie gegen Atomwaffen und Rüstungsindustrie.                                                                              |  |
| 2000 | Axel Köhler-Schnura                                                      | Düsseldorf                    | Ist weltweiter Leiter der „Coordination gegen BAYER-Gefahren“. |  |
| 2001 | Gregor Böckermann                                                        | Frankfurt                     | Bekämpft die kapitalistische Globalisierung und gehört zur „Initiative Ordensleute für den Frieden“.                                                                                           |  |
| 2002 | Bernhard Nolz                                                            | Siegen, Lehrer                | Kämpft gegen Kriegseinsätze der USA – Vorsitzender der „Pädagogen für den Frieden“, Gründer des Siegener „Zentrums für Friedenskultur“.                                                        |  |
| 2003 | Gertrud Becker                                                           | Nordenham                     | Für 35 Jahre Kampf gegen die Vergiftungen (Blei/Zink, Radioaktivität) in ihrer Heimat. |  |
| 2004 | Traute Kirsch, Susanne Kamien                                            | Beverungen bzw. Lüchow        | Für ihren jahrzehntelangen Widerstand gegen Atomkraftwerke in ihrer Heimat. |  |
| 2005 | José Bové                                                                | Millau, Frankreich            | Für seinen jahrzehntelangen Kampf für gesunde Lebensmittel und besonders für seine weltweiten Aktivitäten gegen Agrogentechnik.                                                                |  |
| 2006 | Siegwart Horst Günther                                                   | St. Peter-Ording              | Für seinen Einsatz zur Öffentlichmachung der Folgen von Munition aus abgereichertem Uran (depleted uranium, DU) im Irak und auf dem Balkan.                                                    |  |
| 2007 | Peter Binz                                                               | Trier                         | Er hat sich viele Jahre lang für Umweltgift-Geschädigte eingesetzt – gegen alle Angriffe von Wirtschaft, Behörden oder Kollegen.                                                               |  |
| 2008 | Friedrich Mülln                                                          | München                       | Für seinen langjährigen mutigen Einsatz gegen Massentierhaltung und andere Tierquälereien. |  |
| 2009 | Jürgen Grässlin                                                          | Freiburg                      | Für 25 Jahre wagemutigen Widerstand gegen die deutsche Rüstungsindustrie. |  |
| 2010 | urgewald e. V.                                                           | Sassenberg                    | Anwalt für Umwelt und Menschenrechte. Einsatz gegen Konzerne und Banken, die Kredite für ungerechte und umweltschädliche Projekte vergeben.                                                    |  |
| 2011 | Margrit Lichtinghagen                                                    | Nordrhein-Westfalen, Juristin | Für die unerschrockene Arbeit als Staatsanwältin für Steuerfahndung [am Landgericht Bochum]. Nach der Festnahme von Ex-Postchef Klaus Zumwinkel folgte in schlimmster Weise eine „Abstrafung“. |  |
| 2012 | Jörg Bergstedt                                                           | Mittelhessen                  | Für seine konsequenten, mutigen Aktivitäten gegen Weltfirmen wie Monsanto, BASF und Bayer (Gentechnik).                                                                                        |  |
| 2013 | Internationaler Versöhnungsbund, Regionalgruppe Cochem-Zell, Elke Koller | Leienkaul                     | Für ihren Einsatz gegen Atomwaffen in Deutschland und ihre Friedensaktivitäten an den amerikanischen Militärbasen.                                                                             |  |
| 2014 | Margrit Herbst                                                           | Brokstedt                     | Für die Aufdeckung der Anfänge des deutschen BSE-Skandals im Jahre 1994, die zu ihrer Entfernung aus dem Dienst als amtliche Tierärztin für Fleischhygiene führte.                             |  |
| 2015 | Inge Bultschnieder                                                       | Rheda-Wiedenbrück             | Für ihren Einsatz mit der IG WerkFAIRträge gegen die unmenschlichen Arbeits- und Lebensbedingungen der MitarbeiterInnen bei Europas größtem Schlachthaus in Rheda-Wiedenbrück.                 |  |
| 2017 | Jana Grebe                                                               | Worpswede                     | Für einen menschenwürdigen Umgang mit Hilfeempfängern im Jobcenter (Hartz IV). |  |
| 2019 | „Jugend RETTET“ und Kapitän Benedikt Funke                               |                               | Für Rettungseinsätze auf dem Mittelmeer, für die 10 Aktivist:innen angeklagt wurden |  |
| 2021 | Irmela Mensah-Schramm                                                    |                               | Für Dokumentation und Entfernung von rassistischen und antisemitischen Aufklebern und Graffiti                                                                                                 |  |
| 2023 | "Letzte Generation" vertreten durch Lina Eichler und Lars Nicolai Werner |                               | |  |